# Pion (databas)
Databasen Pion var ett samarbete mellan svenska sjukhusbibliotek som pågick mellan 1993 tom 2014. I databasen fanns information om hälsa och sjukdom som riktade sig till patienter, anhöriga och allmänhet.  I takt med att 1177 byggdes ut minskade behovet av tjänsten och databasen stängdes ner permanent i slutet av 2014.